# Langenlonsheim
Langenlonsheim là một đô thị thuộc huyện Bad Kreuznach, trong bang Rheinland-Pfalz, phía tây nước Đức. Đô thị Langenlonsheim có diện tích 11,91 km², dân số thời điểm ngày 31 tháng 12 năm 2006 là 3615người. Đô thị này nằm bên sông Nahe, cự ly khoảng 6 km về phía đông bắc của Bad Kreuznach và 9 km về phía nam Bingen am Rhein.
Langenlonsheim là thủ phủ của Verbandsgemeinde ("đô thị tập thể") Langenlonsheim.
Langenlonsheim kết nghĩa với Potton, một làng nhỏ ở Bedfordshire về phía đông nam của Anh.